# Jozef Delin
Jozef Delin, également connu sous le nom de Joseph Delin, (né à Anvers le 6 juillet 1821 et mort dans la même ville le 13 décembre 1892) est un peintre belge.

## Biographie
Jozef (Joseph Pierre Lambert) Delin, né à Anvers le 6 juillet 1821, est le fils aîné de Jacques Joseph Delin, instituteur et historien à Anvers, et d'Anne-Marie Van Boùwel. 
Il étudie à l'Académie des Beaux-Arts d'Anvers, notamment sous l'égide de Gustave Wappers. Il s'est principalement fait un nom en tant que portraitiste. En 1869, fort de sa réputation, il est envoyé en mission à Rome afin d'y représenter le pape Pie IX. 
Delin a été le cofondateur du Cercle Artistique d'Anvers, une association d'artistes possédant sa propre salle où se déroulaient des réunions, des fêtes et des expositions (aujourd'hui le Théâtre Arenberg). 
Il meurt, célibataire, le 13 décembre 1892 au 3 rue des Arquebusiers et est inhumé cinq jours plus tard, après un service religieux à l'église Saint-Jacques d'Anvers.

## Expositions
- Salon 1876, Anvers, Portrait de Léopold de Wael, bourgmestre d'Anvers.

## Musées et autres collections
- Anvers, KMSK : Portrait du peintre Karel Verlat (1891) et autoportrait (1892)
- Anvers, Musée Plantin-Moretus : Portrait d' Edward Moretus
- Bruxelles, Musées royaux des Beaux-arts
- 's Hertogenbosch, Musée Noordbrabants
- Anvers, hôtel de ville : Portrait de Marie de Hohenzollern, comtesse de Flandre
- Anvers, église Saint-Charles-Borromée
- Gand, collection privée : Portrait de Madeleine Morel de Tangry (1872).

## Honneurs
- Chevalier de l'ordre de Léopold (1874) ;
- Commandeur de l'ordre de Saint-Grégoire-le-Grand (Vatican).

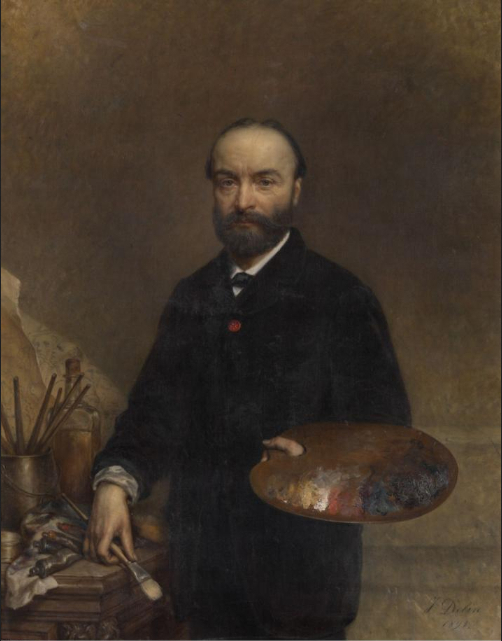
Charles Verlat
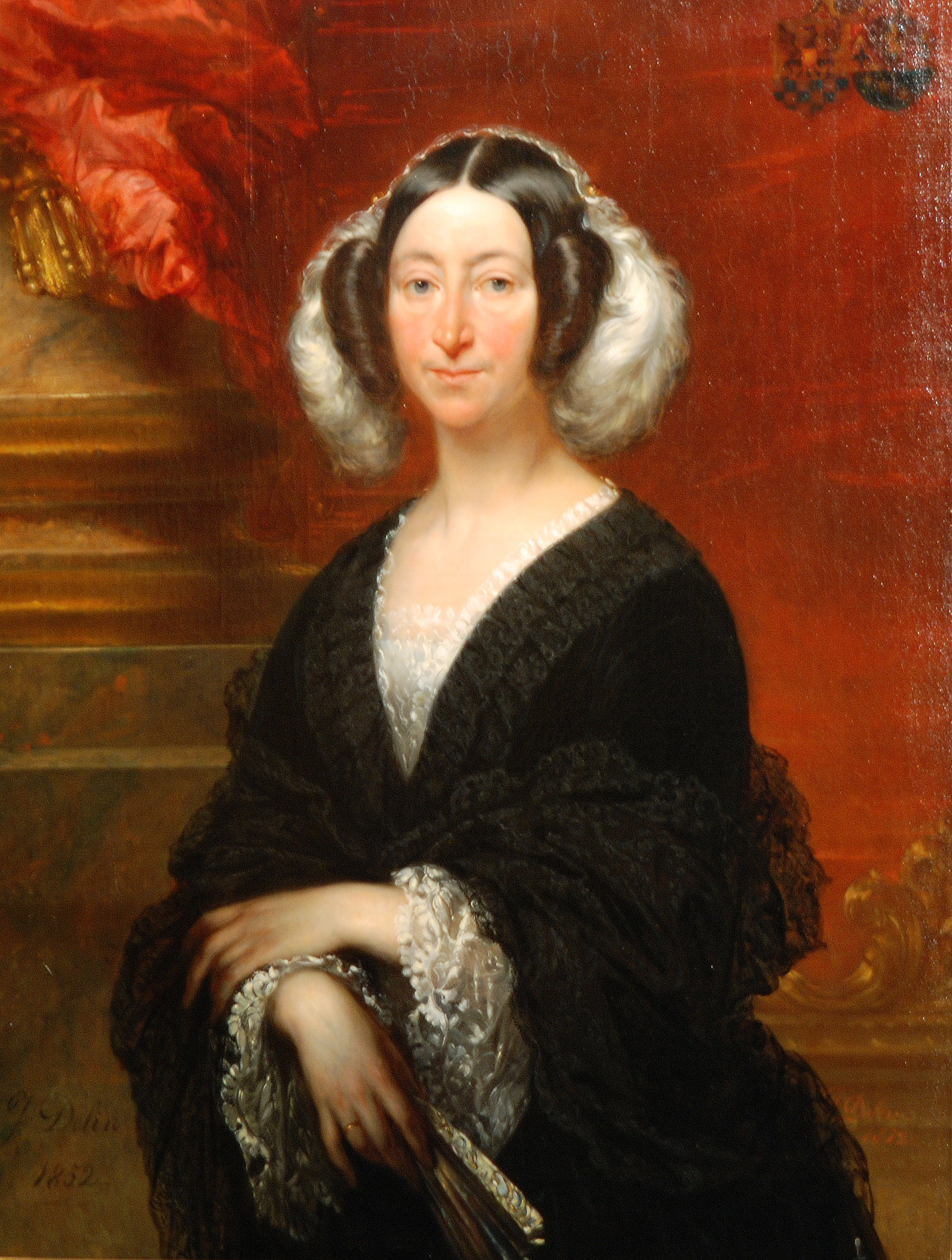
Albertina du Bois
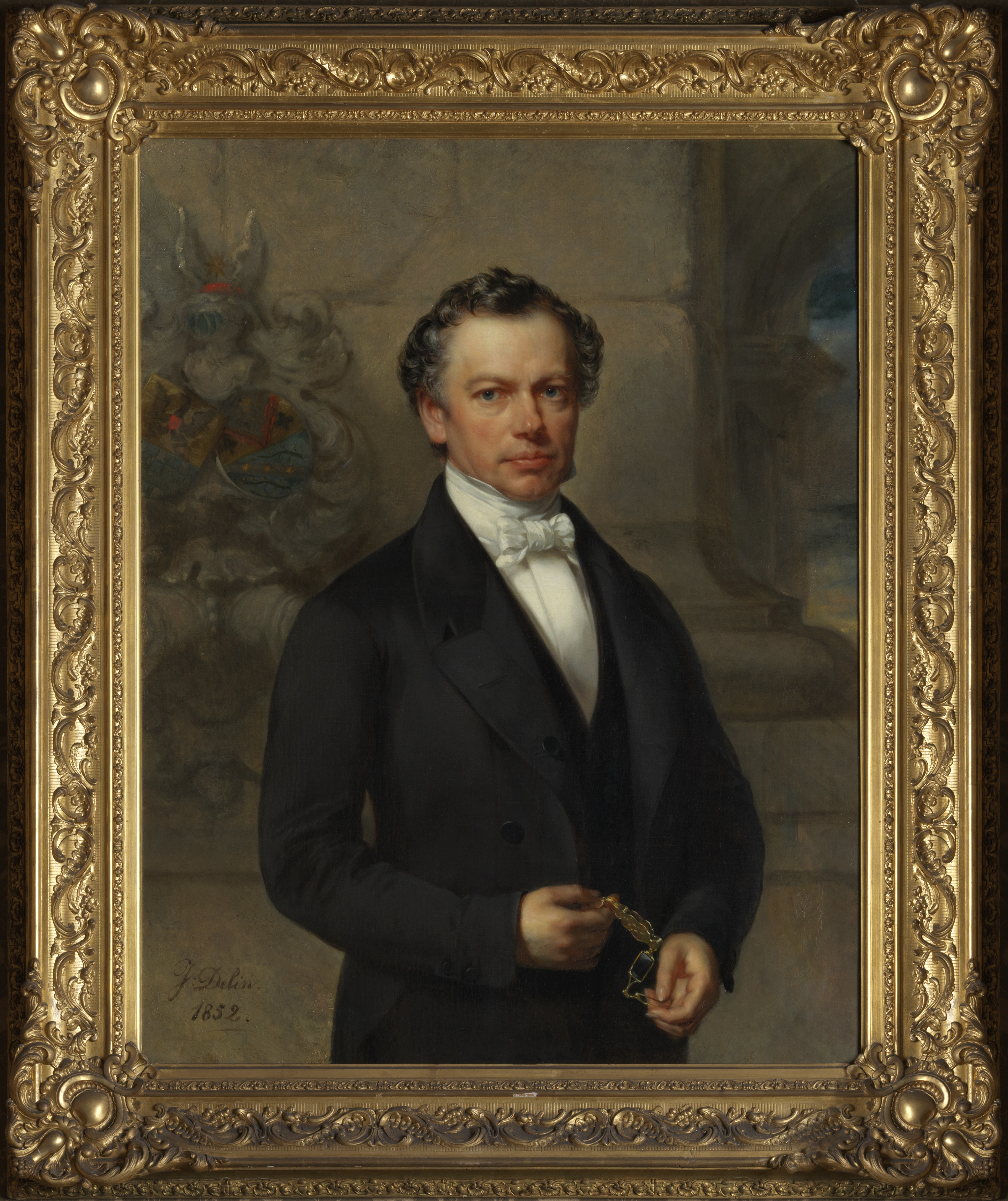
Edward Jean-Hyacinthe Moretus Plantin
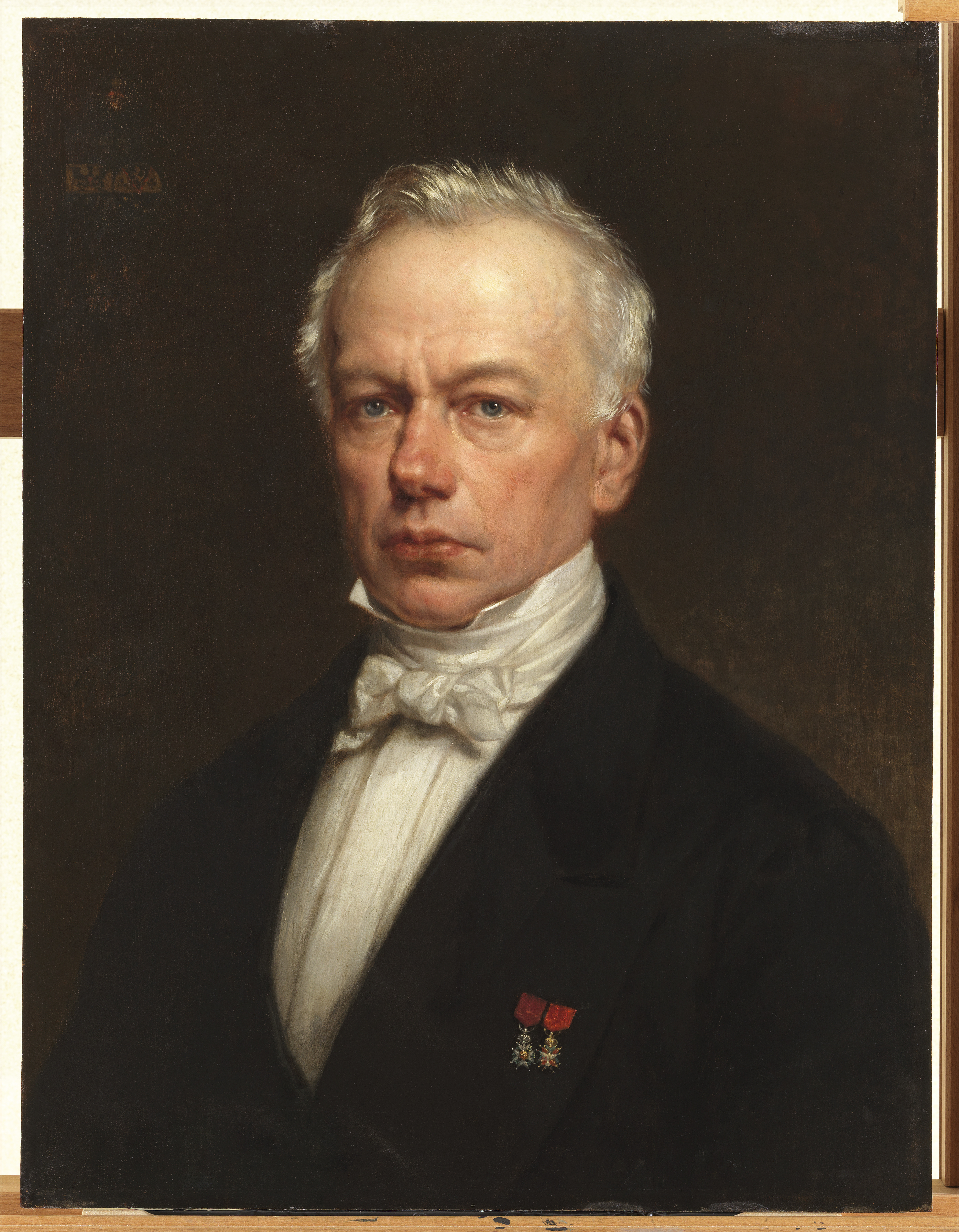
Edward Moretus